# خاندان میناموتو
خاندان میناموتو (به ژاپنی: 源، Minamoto-shi) که گنجی (به ژاپنی: 源氏، Genji) نیز خوانده می‌شود، یکی از نام‌های خانوادگی اعطا شده توسط امپراتور ژاپن به اعضای خانوادهٔ سلطنتی بود. این اعضای خاندان سلطنتی کسانی بودند که از خاندان جدا شده و به طبقهٔ اشراف تنزل مقام می‌یافتند. اولین امپراتور که نام خانوادگی میناموتو را اهدا کرد امپراتور ساگا (۸۴۲–۷۸۶) پنجاه و دومین امپراتور ژاپن بود. خاندان میناموتو یا گنجی بیست و یک شاخه دارد که معروفترین شاخه آن خاندان سیوا گنجی است.
میناموتو یکی از چهار خاندان بزرگ بود که سیاست ژاپن را در طول دوره هی‌آن (سال‌های ۷۹۴ تا ۱۱۸۵ میلادی) تحت سلطه داشتند - سه خاندان دیگر خاندان فوجیوارا، خاندان تایرا و خاندان تاچیبانا بودند.
میناموتو نو ماکوتو (۸۱۰–۸۶۸) هفتمین پسر امپراتور ژاپن، امپراتور ساگا، نخستین فردی بود که نام خانوادگی میناموتو به وی داده شد. نام افتخاری میناموتو پس از آن به تعداد دیگری از درباری‌های غیر مرتبط به یکدیگر توسط تعدادی از امپراتورهای مختلف نیز داده شد. برای نمونه خاندان میناموتویی که از زمان امپراتور ساگا منشأ گرفته شاخه ساگا گنجی و خاندان میناموتویی که از امپراتور سیوا منشأ گرفته شاخه سیوا گنجی نام دارد. خاندان میناموتو پس از گذشت زمان بیست و یک شاخه پیدا کرد و به یکی از قوی‌ترین و مهم‌ترین خاندان‌ها در تاریخ ژاپن تبدیل شد.